# Complement circumstanțial consecutiv
Complementul circumstanțial consecutiv este partea secundară de propoziție complement circumstanțial care arată consecința sau urmarea unei acțiuni sau însușiri la care se referă. Întrebarea care permite identificarea acestui tip de circumstanțial este: cu ce consecință/urmare?
Este exprimat prin substantive asociate cu prepoziții.
Poate fi reprezentat la nivel de propoziție complexă de propoziția subordonată circumstanțială consecutivă.

## Exemple
- Mănâncă de speriat.
- Ne-am înțeles de minune.
- Muncește până la epuizare.
- A reușit spre bucuria tuturor.
- Termocentralele folosesc arderea cu producerea poluării.